# Cshö Szunho
Cshö Szunho (hangul: 최순호, handzsa: 崔淳鎬, RR: Park Kyung-hoon; Cshongdzsu, 1962. január 10. –) dél-koreai válogatott labdarúgó, edző.

## Pályafutása

### Klubcsapatban
1980 és 1987 között a POSCO Atoms csapatában játszott, melynek tagjaként egy alkalommal (1986) nyerte meg a dél-koreai bajnokságot. 1988 és 1990 között a Lucky-Goldstar játékosa volt, mellyel 1990-ben újabb bajnoki címet szerzett. 1991-ben ismét a POSCO Atoms együttesében szerepelt. Az 1992–93-as szezonban a francia Rodez csapatában játszott. 

### A válogatottban
1980 és 1991 között 95 alkalommal játszott a dél-koreai válogatottban és 30 gólt szerzett. Részt vett az 1980-as Ázsia-kupán, illetve az 1986-os világbajnokságon, ahol az Argentína és az Olaszország elleni csoportmérkőzésen kezdőként lépett pályára, az olaszok ellen gólt is szerzett. Bulgária ellen nem kapott lehetőséget. Az 1990-es világbajnokságon valamennyi csoportmérkőzésen kezdőként lépett pályára. Tagja volt az 1988. évi nyári olimpiai játékokon szereplő válogatott keretének is.

### Edzőként
2000 és 2004 között a Phohang Steelers vezetőedzője volt. 2006 és 2008 között a Hyundai Mipo Dockyard, 2009 és 2011 között a Kangvon FC csapatánál dolgozott. 2016-tól a Phohang Steelers vezetőedzője.

## Sikerei, díjai
POSCO Atoms
- Dél-koreai bajnok (1): 1986

Lucky-Goldstar
- Dél-koreai bajnok (1): 1990

Dél-Korea
- Ázsia-játékok aranyérmes (1): 1986
- Ázsia-kupa döntős (1): 1980
- Afro-ázsiai nemzetek kupája győztes (1): 1987

Egyéni
- Az Ázsia-kupa társgólkirálya (1): 1980 (7 góllal)